# 元类
在面向对象程序设计中，元类是一种实例是类的类。普通的类定义的是特定对象的行为，元类定义的则是特定的类及其实例的行为。不是所有面向对象编程语言都支持元类。在它能做的事情之中，元类可以覆写任何给定方面类行为的程度是不同的。元类可以通过使类成为头等对象来实现，在这种情况下元类简单的就是构造类的一个对象。每个语言都有它自己的元对象协议，给出对象、类和元类如何交互的规则。

## Smalltalk-80元类
在Smalltalk中，所有东西都是对象。此外，Smalltalk是基于类的系统，这意味着所有对象都有一个类，它定义这个对象的结构（比如说这个类拥有实例变量），和这个对象所理解的消息。二者在一起蕴含了，在Smalltalk中，类是一个对象，因此类也需要是它的元类的实例。
元类在Smalltalk-80系统中的主要角色，是提供协议来初始化类变量，和建立元类的唯一实例（也就是其对应的类）的初始化实例。

### 实例联系
为了允许类拥有它们自己的方法，和叫作类实例变量它们自己的实例变量，Smalltalk-80为每个类C介入了它们自己的元类C class。就像实例方法实际上属于类一样，类方法实际上属于元类。在类中定义实例变量和类变量，而在元类中定义类实例变量。
每个元类在效果上都是单例类。就像连体双胞胎，类和元类是共生的。元类有一个实例变量thisClass，它指向它结合的类。平常的Smalltalk类浏览器，不将元类展示为单独的类，转而允许一起同时编辑类和它的元类。
要得到一个实例的类，需要向它发送消息调用class方法。类和元类继承了其超类的name方法，它返回接收者名字的字符串。例如，轿车对象c是类Car的实例，则c class返回Car类对象，而c class name返回'Car'；依次类推，Car class返回Car的元类对象，而Car class name返回依赖于实现，有的是nil，即没有名字，有的是'Car class'，即用空格分隔的类名字和'class'。
在早期的Smalltalk-76中，创建新类的方式是向Class类发送new消息。在Smalltalk-80中，Class是元类的基础类，它是类而不是元类。所有元类都是一个Metaclass类的实例。Metaclass类是Metaclass class的实例，而Metaclass class作为元类，也是Metaclass类的实例。

### 继承联系
在Smalltalk-80中，终端对象是一个整数、一个组件、或一台车等，而类是像Integer、或Widget或Car等这样的东西，除了Object之外，所有的类都有一个超类。元类所继承的元类，就是元类对应的类所继承的类的元类。
在一个消息被发送到对象的时候，方法的查找开始于它的类。如果没有找到则在上行超类链，停止于Object而不管找到与否。在一个消息被发送到一个类的时候，类方法查找开始于它的元类，并上行超类链至Object class。直至Object class，元类的超类层级并行于类的超类层级。在Smalltalk-80中，Object class是Class的子类：
```
Object
 
class
 
superclass
 
==
 
Class
.

```

类方法的查找在元类链之后仍可继续下去，所有元类都是Class的在继承层级中的子类，它是所有元类的抽象超类，它描述这些类的一般性质，继而最终可上溯至Object。

### 继承层级
四个类提供描述新类的设施，下面是它们的继承层级（起自Object），和它们提供的主要设施：
- Object，对象类是所有类的基础类，它为所有对象提供公共的方法，即公共的缺省行为。至少包括了：测试对象的功能比如class方法，比较对象，对象复制，访问对象的各部份，打印和存储对象，错误处理。
  - Behavior，行为类定义了拥有实例的对象所需要的最小状态。Behavior提供建立一个类的实例的new方法，包括了一个类层级连接（superclass:），一个方法字典（methodDictionary:、addSelector:withMethod:等），和对实例的描述（allInstances、instVarNames等）。Behavior还为Smalltalk解释器提供到编译器的基本接口来编译方法源代码（compile:等）。尽管一个类的多数设施都规定在Behavior中，但很多消息不能于此实现，对类的完全描述转而在它的子类之中提供。
    - ClassDescription，类描述类为Class和Metactass提供了共同的基础类。它表现为：类命名（name）、类注释（comment和comment:）、和命名实例变量（addlnstVarName:等）。特别是，它增加了结构来组织在方法字典中方法（compile:classified:）和类自身（category:）。ClassDescription还提供了在外部串流（文件）上存储完全的类描述的机制，和记述对类描述的变更的机制。
      - Metaclass，元类类是创建元类的类，它为所有元类提供公共的方法[4]。Metaclass增加了关键性消息，一个是发送到Metaclass自身的消息subclassOf: superMeta，用来创建元类superMeta的一个子类；另一个是发送到Metaclass某个实例的消息，用来建立这个元类的唯一实例，并对这个类进行完全的初始化，它的一系列参数中针对类和超类名字的参数是：name:……subclassOf:……。
      - Class，类类是所有元类的基础类，它为所有类提供公共的方法。Class提供比ClassDescription更具描述性的设施，尤其是增加了对类变量名字（addClassVarName:等）和共享的池变量（addSharedPool:等）的表示，并定义了预期在子类中覆写的方法initialize，即在需要时定义在元类中的类方法initialize来初始化类变量。Class还提供比Behavior更综合性的编程支持设施，比如创建一个类的子类的消息：subclass:instanceVariableNames:classVariableNames:poolDictionaries:category:。

### 例子
下列例子展示，从Smalltalk-80派生的Squeak和Pharo的样例代码的结构，它们的继承层级的根类实际上是ProtoObject，ProtoObject封装了所有对象都必须拥有的极小化的消息集合，它被设计为引发尽可能多的错误，用来支持代理（proxy）定义。例如Smalltalk-80的Object中，错误处理消息doesNotUnderstand:，和系统原始消息become:，就转而在ProtoObject中定义了。
在示意图中，纵向的绿色连接，展示继承联系的“子→父”关系（隐含的自下而上），横向的蓝色连接展示实例联系的“成员→容器”关系，从x出的发蓝色连接，指向x的最小实际容器，它是在调用在x上的方法时查找方法的继承链起点：
| |  |                                                           |
| r := ProtoObject. c := Class. mc := Metaclass. Object subclass: #A. A subclass: #B. u := B new. v := B new. |  | Implicit metaclasses in Smalltalk-80 - A sample structure |

这个结构由两个部份构成，用户部份有四个显式的对象和类及其两个隐式的元类：终端对象u和v，它们连接到的类A和B，它们两个连接到的右侧灰色节点表示的隐式的元类，其他的对象都是内建部份。

### 方法查找次序
下面是方法查找次序的辨析：
- 每个终端对象，在查找方法时，都首先查找自己的类；然后按类继承链上溯，最终直接上溯至Object（对象类）。
- 每个类，包括Object（对象类）、Class（类类）和Metaclass（元类类），在查找查找方法时，首先查找自己的元类；然后按元类继承链上溯，最终经过Object class（对象元类）而上溯至Class（类类）；接着按类继承链上溯ClassDescription（类描述类），最终经过Behavior（行为类）上溯至Object（对象类）。
- 每个元类，包括Metaclass class（元类元类），在查找方法时，首先查找Metaclass（元类类）；然后按类继承链上溯ClassDescription（类描述类），最终经过Behavior（行为类）上溯至Object（对象类）。

### 类图示意
下面是两个示意图，二者都是纵向连线表示实例联系，而横向连线表示继承联系。实例联系以Metaclass（元类类）及其元类为顶端，而继承联系以Object（对象类）及其元类为中心，其中Object class（对象元类）继承Class（类类）是串接元类继承链与类继承链的关键环节。前者图示将Metaclass及其元类放置在最上方的独立两行，使得实例联系尽量成为树状向上汇聚；后者图示将Metaclass及其元类放置在最左边，使得继承联系尽量都在同一行之上。

Smalltalk-80的类和元类层级，使用UML类图表示，这里从左至右，第一列是Class class（类元类）和Class（类类），第二列是ClassDescription class（类描述元类）和ClassDescription（类描述类），第三列是Behavior class（行为元类）和Behavior（行为类），第四列是Object class（对象元类）和Object（对象类），第五列是Metaclass class（元类元类）、Metaclass（元类类）、Car class（Car元类）、Car（Car类）和c:Car（Car实例）。

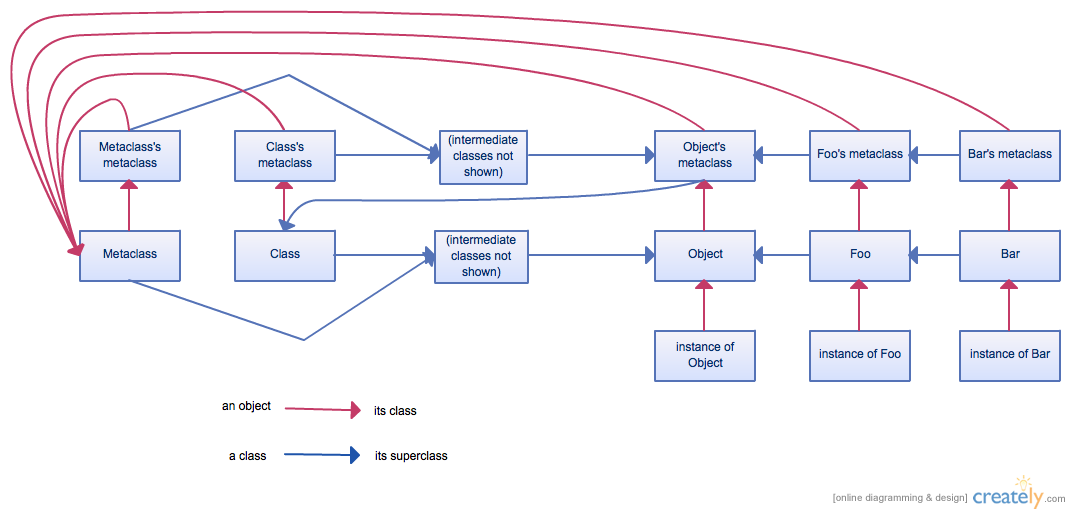
Smalltalk中在类和元类之间的继承和实例联系的示意图，这里从左至右，第一列是Metaclass元类和Metaclass（元类类），第二列是Class元类和Class（类类），第三列是ClassDescription元类与Behavior元类、和ClassDescription（类描述类）与Behavior（行为类），第四列是Object元类、Object（对象类）和Object实例，第五列是Foo元类、Foo类和Foo实例，第六列是Bar元类、Bar类和Bar实例。

## Objective-C元类
在Objective-C中的元类，几乎同于Smalltalk-80的元类，这是因为Objective-C从Smalltalk引进了很多东西。就像Smalltalk，在Objective-C中实例变量和方法是对象的类定义的。类也是对象，因此它是元类的一个实例。

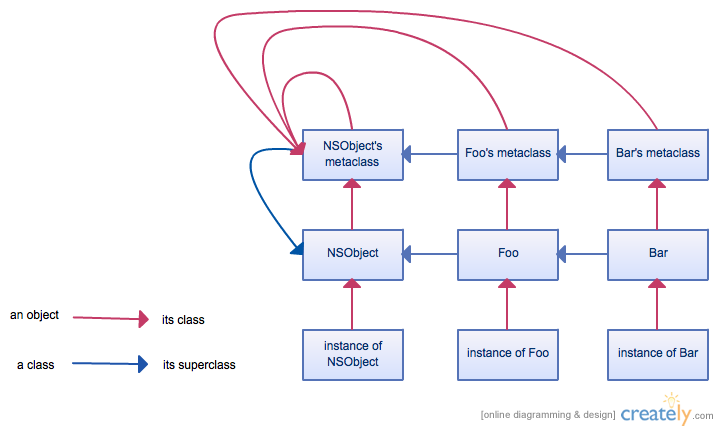
在Objective-C中在类和元类之间的继承和实例联系的示意图。注意Objective-C有多个根类，每个根类都有独立的层级。这个示意图只展示了例子根类NSObject的层级。每个其他根类都有类似的层级。

就像Smalltalk，在Objective-C中类方法，简单的是在类对象上调用的方法，因此一个类的类方法，必须定义为在它的元类中的实例方法。因为不同的类有不同的类方法集合，每个类都必须有它自己单独的元类。类和元类总是成对创建：运行时系统拥有函数objc_allocateClassPair()和objc_registerClassPair()来分别的创建和注册类-元类对。
元类没有名字，但是到任何类对象的指针，可以通过泛化类型Class来提及（类似于用作到任何对象的指针的类型id）。
元类都是相同的类即根类元类的实例，而根类元类是自身的实例。因为类方法是通过继承联系来继承的，就像Smalltalk，除了根类元类之外，元类继承联系必须并行于类继承联系（比如说如果类A的父类是类B，则A的元类的父类是B的元类）。
不同于Smalltalk，根类元类继承自根类自身（通常为使用Cocoa框架的NSObject）。这确保了所有的元类最终都是根类的子类，从而人们可以将根类的实例方法，它们通常是针对对象有用的实用方法，使用于类对象自身上。

## Python元类
在Python中，内建的类type是元类。Python中的元类type，在其专有功能上涉及到Smalltalk-80中的类描述类（ClassDescription）、元类类（Metaclass）和类类（Class）。

### 概述
Python与Smalltalk-80在对象系统上最显著区别，是Python中类方法的创建由内建的类方法修饰器classmethod统一处理，经过修饰的类方法与实例方法以同样的方式存储在类中。由于不需要为每个类建立自己的元类来持有它的类方法，也就无需再特设Smalltalk-80中的元类类Metaclass。每个类在创建自身子类时查找构造方法最终上溯到共同的一个类，它在Smalltalk-80中是类类Class，而在Python中就是类型类type。
在Python中可以创建继承自缺省元类type的定制元类，用户可以通过在类定义中提供关键字参数metaclass来使用这种定制元类。例如：
|                                                                                                   |  |  |
| r = object c = type class M(c): pass class A(metaclass=M): pass class B(A): def f(): pass b = B() |  |  |

下面先建立辅助函数：
```
def
 
review
(
cls
):

    
print
(
type
(
cls
)
.
__name__
,
  
        
[
x
.
__name__
 
for
 
x
 
in
 
cls
.
__bases__
])

def
 
inspect
(
cls
):

    
print
(
type
(
cls
)
.
__name__
,
  
        
[
x
.
__name__
 
for
 
x
 
in
 
cls
.
__bases__
],
  
        
sorted
([
*
cls
.
__dict__
]))

```

再内省这个例子所建立的类与对象，和内建的所有类的基类object与元类type:
```
>>> 
print
(
type
(
b
)
.
__name__
,
 
' '
*
5
,
 
[
*
b
.
__dict__
])

B       []

>>> 
inspect
(
B
)

M ['A'] ['__doc__', '__firstlineno__', '__module__', '__static_attributes__', 'f']

>>> 
assert
 
dir
(
b
)
 
==
 
dir
(
B
)
 
==
 
sorted
(
b
.
__dir__
())
 
!=
 
sorted
(
B
.
__dir__
(
B
))

>>> 
assert
 
vars
(
B
)
 
==
 
B
.
__dict__

>>> 
inspect
(
A
)

M ['object'] ['__dict__', '__doc__', '__firstlineno__', '__module__', '__static_attributes__', '__weakref__']

>>> 
[
x
.
__name__
 
for
 
x
 
in
 
A
.
__subclasses__
()]

['B']

>>> 
inspect
(
M
)

type ['type'] ['__doc__', '__firstlineno__', '__module__', '__static_attributes__']

>>> 
assert
 
type
.
__name__
 
in
 
__builtins__
.
__dict__

>>> 
review
(
type
)

type ['object']

>>> 
assert
 
object
.
__name__
 
in
 
__builtins__
.
__dict__

>>> 
review
(
object
)

type []

>>> 
sorted
({
*
object
.
__dict__
}
 
-
 
{
*
type
.
__dict__
})

['__class__', '__eq__', '__format__', '__ge__', '__getstate__', '__gt__', '__hash__', '__init_subclass__', '__le__', '__lt__', '__ne__', '__reduce__', '__reduce_ex__', '__str__', '__subclasshook__']

>>> 
sorted
({
*
object
.
__dict__
}
 
&
 
{
*
type
.
__dict__
})

['__delattr__', '__dir__', '__doc__', '__getattribute__', '__init__', '__new__', '__repr__', '__setattr__', '__sizeof__']

>>> 
sorted
({
*
type
.
__dict__
}
 
-
 
{
*
object
.
__dict__
})

['__abstractmethods__', '__annotations__', '__base__', '__bases__', '__basicsize__', '__call__', '__dict__', '__dictoffset__', '__flags__', '__instancecheck__', '__itemsize__', '__module__', '__mro__', '__name__', '__or__', '__prepare__', '__qualname__', '__ror__', '__subclasscheck__', '__subclasses__', '__text_signature__', '__type_params__', '__weakrefoffset__', 'mro']

>>> 
assert
 
A
.
__subclasscheck__
(
B
)
 
is
 
True

>>> 
assert
 
object
.
__subclasscheck__
(
type
)
 
is
 
True

>>> 
assert
 
type
.
__subclasscheck__
(
type
,
 
M
)
 
is
 
True

>>> 
assert
 
B
.
__instancecheck__
(
b
)
 
is
 
True

>>> 
assert
 
M
.
__instancecheck__
(
M
,
 
B
)
 
is
 
True

>>> 
assert
 
type
.
__instancecheck__
(
type
,
 
M
)
 
is
 
True

```

在Python的数据模型中：
- object字典减除type字典的差集中的方法或特性含摄：
  - 标准类型层级中的类实例的特殊特性__class__[8]；
  - 对象特殊方法中的基本定制（customization）方法的字符串表示、格式化字符串表示、丰富比较和散列运算方法[9]，和定制化（customizing）类创建的类方法__init_subclass__()的缺省实现[10]；
  - 标准库的抽象基类（ABC）模块中的ABCMeta元类所创建诸类的方法__subclasshook__()的缺省实现[11]，和数据持久化模块中的做对象序列化的封存（pickling）类实例方法的缺省实现[12]。
- object字典与type字典的交集中的方法或特性含摄：
  - 对象特殊方法中基本定制方法__init__()、__new__()和__repr__()[9]，和定制化特性访问方法__getattribute__()、__setattr__()、__delattr__()和__dir__()[13]；
  - 标准类型层级中的诸对象的特殊特性__doc__，以及由sys.getsizeof()调用的对象特殊方法__sizeof__()。
- type字典减除object字典的差集中的方法或特性主要含摄：
  - 标准类型层级中的做定制（custom）类的特殊特性__name__、__bases__、__mro__和__dict__和特殊方法__subclasses__()[14]；
  - 对象特殊方法中的模拟可调用对象方法__call__()[15]，和定制化实例与子类检查特殊方法__instancecheck__()和__subclasscheck__()[16]。
  - 对象特殊方法中的定制化类创建的方法__prepare__()的缺省实现[17]，和数据描述器__abstractmethods__，这个特殊属性由标准库的抽象基类（ABC）模块中的ABCMeta元类在__new__()方法中为其实例进行设置[18]，并可用函数update_abstractmethods()来更新[11]。

接着内省标准类型层级中的实例方法类型，和对象特殊方法中的实行（implementing）描述器的方法__get__()：
```
>>> 
type
(
b
.
f
)

<class 'method'>

>>> 
type
(
B
.
f
)

<class 'function'>

>>> 
assert
 
B
.
f
 
is
 
B
.
__dict__
[
'f'
]

>>> 
sorted
({
*
b
.
f
.
__dir__
()}
 
-
 
{
*
B
.
f
.
__dir__
()})

['__func__', '__self__']

>>> 
assert
 
b
.
f
.
__func__
 
is
 
B
.
f

>>> 
assert
 
b
.
f
.
__self__
 
is
 
b

>>> 
type
(
object
.
__subclasscheck__
)

<class 'builtin_function_or_method'>

>>> 
sorted
({
*
object
.
__subclasscheck__
.
__dir__
()}
 
-
 
{
*
type
.
__subclasscheck__
.
__dir__
()})

['__module__', '__self__']

>>> 
assert
 
object
.
__subclasscheck__
.
__self__
 
is
 
object

>>> 
assert
 
object
.
__subclasscheck__
.
__module__
 
is
 
None
 

>>> 
type
(
type
.
__subclasscheck__
)

<class 'method_descriptor'>

>>> 
sorted
({
*
type
.
__subclasscheck__
.
__dir__
()}
 
-
 
{
*
object
.
__subclasscheck__
.
__dir__
()})

['__get__', '__objclass__']

>>> 
type
(
type
.
__subclasscheck__
.
__get__
(
object
))

<class 'builtin_function_or_method'>

>>> 
assert
 
type
.
__subclasscheck__
.
__get__
(
object
)(
type
)
 
is
 
True

>>> 
type
(
object
.
__instancecheck__
)

<class 'builtin_function_or_method'>

>>> 
type
(
type
.
__instancecheck__
)

<class 'method_descriptor'>

```

### 抽象基类
下面承接上例，内省内建类型int、抽象基类numbers.Integral和作为元类type子类的抽象基类元类ABCMeta:
```
>>> 
assert
 
int
.
__name__
 
in
 
__builtins__
.
__dict__

>>> 
review
(
int
)

type ['object']

>>> 
import
 
numbers

>>> 
review
(
numbers
.
Integral
)

ABCMeta ['Rational']

>>> 
[
x
.
__name__
 
for
 
x
 
in
 
numbers
.
Integral
.
__mro__
]

['Integral', 'Rational', 'Real', 'Complex', 'Number', 'object']

>>> 
sorted
({
*
numbers
.
Integral
.
__dict__
}
 
-
 
{
*
int
.
__dict__
})

['__abstractmethods__', '__firstlineno__', '__module__', '__slots__', '__static_attributes__', '_abc_impl']

>>> 
assert
 
type
.
__subclasscheck__
(
numbers
.
Integral
,
 
int
)
 
is
 
False

>>> 
assert
 
type
.
__instancecheck__
(
numbers
.
Integral
,
 
123
)
 
is
 
False

>>> 
assert
 
numbers
.
Integral
.
__subclasscheck__
(
int
)
 
is
 
True

>>> 
assert
 
numbers
.
Integral
.
__instancecheck__
(
123
)
 
is
 
True

>>> 
assert
 
numbers
.
Integral
.
__subclasshook__
(
int
)
 
is
 
NotImplemented

>>> 
class
 
MyInt
():
 
pass

...

>>> 
numbers
.
Integral
.
register
(
MyInt
)

<class '__main__.MyInt'>

>>> 
assert
 
numbers
.
Integral
.
__subclasscheck__
(
MyInt
)
 
is
 
True

>>> 
assert
 
numbers
.
Integral
.
__instancecheck__
(
MyInt
())
 
is
 
True

>>> 
from
 
abc
 
import
 
ABC
,
 
ABCMeta

>>> 
assert
 
ABC
.
__subclasscheck__
(
numbers
.
Integral
)
 
is
 
False

>>> 
review
(
ABC
)

ABCMeta ['object']

>>> 
sorted
({
*
ABC
.
__dict__
}
 
-
 
{
*
A
.
__dict__
})

['__abstractmethods__', '__slots__', '_abc_impl']

>>> 
ABC
.
__abstractmethods__

frozenset()

>>> 
assert
 
type
.
__instancecheck__
(
ABCMeta
,
 
numbers
.
Integral
)
 
is
 
True

>>> 
review
(
ABCMeta
)

type ['type']

>>> 
assert
 
{
*
ABCMeta
.
__dict__
}
 
>
 
{
*
M
.
__dict__
}

>>> 
sorted
({
*
ABCMeta
.
__dict__
}
 
-
 
{
*
M
.
__dict__
})

['__instancecheck__', '__new__', '__subclasscheck__', '_abc_caches_clear', '_abc_registry_clear', '_dump_registry', 'register']

>>> 
[
x
.
__module__
+
'.'
+
x
.
__qualname__
 
for
 
x
 
in
 
type
.
__subclasses__
(
type
)]

['abc.ABCMeta', 'enum.EnumType', 'ast._ABC', 'typing._AnyMeta', 'typing.NamedTupleMeta', 'typing._TypedDictMeta', '__main__.M']

```

### 静态方法与类方法
Python中的静态方法和类方法修饰器，基于了非数据描述器协议，下面是静态方法描述器的纯Python等价者：
```
import
 
functools

class
 
StaticMethod
():

    
"模拟cpython/Objects/funcobject.c中的PyStaticMethod_Type()"

    
def
 
__init__
(
self
,
 
f
):

        
self
.
f
 
=
 
f

        
functools
.
update_wrapper
(
self
,
 
f
)

    
def
 
__get__
(
self
,
 
obj
,
 
objtype
=
None
):

        
return
 
self
.
f

    
def
 
__call__
(
self
,
 
*
args
,
 
**
kwds
):

        
return
 
self
.
f
(
*
args
,
 
**
kwds
)

```

这里的__get__(self, obj)直接返回所包装的函数f，而__call__(self, *args, **kwds)以指定实际参数执行所包装的函数f。
在Python中，类型和方法可以在运行时动态创建，下面是类方法描述器的纯Python等价者：
```
import
 
functools

class
 
ClassMethod
():

    
"模拟cpython/Objects/funcobject.c中的PyClassMethod_Type()"

    
def
 
__init__
(
self
,
 
f
):

        
self
.
f
 
=
 
f

        
functools
.
update_wrapper
(
self
,
 
f
)

    
def
 
__get__
(
self
,
 
obj
,
 
cls
=
None
):

        
if
 
cls
 
is
 
None
:

            
cls
 
=
 
type
(
obj
)

        
return
 
MethodType
(
self
.
f
,
 
cls
)

```

这里的__get__(self, obj)通过方法类型MethodType，在从类或从实例发起调用而有传入的类引用cls的常见情况下，建立将函数f绑定到了cls上的方法对象；在没有传入的类引用的情况下，建立将函数f绑定到了type(obj)上的方法对象。

### 定制元类例子
考虑下面这个最简单的Python类：
```
class
 
Car
():

    
descr
 
=
 
None

    
def
 
__init__
(
self
,
 
*
args
,
 
**
kwargs
):

        
self
.
descr
 
=
 
kwargs

    
def
 
__call__
(
self
,
 
*
args
,
 
**
kwargs
):

        
self
.
descr
 
|=
 
kwargs

    
@property

    
def
 
description
(
self
):

        
"""返回这辆车的描述。"""

        
return
 
" "
.
join
(
str
(
value
)
 
for
 
value
 
in
 
self
.
descr
.
values
())

```

```
>>> 
new_car
 
=
 
Car
(
make
=
'Toyota'
,
 
model
=
'Prius'
,
 
year
=
2005
,
 
engine
=
'Hybrid'
)

>>> 
new_car
(
color
=
'Green'
)

>>> 
new_car
.
description

'Toyota Prius 2005 Hybrid Green'

```

上面的例子包含了一些代码来处理初始化特性，也可以使用元类来完成这种任务：
```
class
 
AttrInitType
(
type
):

    
def
 
__init__
(
cls
,
 
*
args
,
 
**
kwargs
):

        
"""初始化新建的类。"""

        
#为新建的类增加类特性。

        
cls
.
descr
 
=
 
None
  
    
def
 
__call__
(
cls
,
 
*
args
,
 
**
kwargs
):

        
"""返回为所建的类新建的对象。"""

        
#截留给类构造子的关键字参数，以缺省方式建立对象。

        
obj
 
=
 
type
.
__call__
(
cls
,
 
*
args
)
 
        
#在对象初始化之后，按关键字参数在对象上设置特性。

        
obj
.
descr
 
=
 
kwargs

        
return
 
obj

```

这个元类只覆写实例类和对象创建部份功能。元类行为的所有其他方面仍由type处理。现在可以重写类Car使用这个新元类：
```
class
 
Car
(
object
,
 
metaclass
=
AttrInitType
):

    
def
 
__call__
(
self
,
 
*
args
,
 
**
kwargs
):

        
self
.
descr
 
|=
 
kwargs

    
@property

    
def
 
description
(
self
):

        
"""返回这辆车的描述。"""

        
return
 
" "
.
join
(
str
(
value
)
 
for
 
value
 
in
 
self
.
descr
.
values
())

```

## Ruby元类
Ruby通过介入其自称的本征类（eigenclass），提炼了Smalltalk-80的元类概念，去除了Metaclass类，并重新定义了class-of映射。变更可以图示如下：
| 类        | 隐式 元类 |
| 终端 对象 |           |

| 类        | 类的 本征类       | 本征类的 本征类 |
| 终端 对象 | 终端对象的 本征类 | 本征类的 本征类 |

特别要注意在Smalltalk的隐含的元类和Ruby类的本征类之间的对应。Ruby的本征类模型，使得隐式元类概念完全统一：所有对象x，都有它自己的元对象，它叫作x的本征类，它比x高一个元层级。高阶本征类通常是纯粹概念上的存在，在大多数Ruby程序中，它们不包含任何方法也不存储任何（其他）数据。
下面的示意图展示Ruby样例代码的核心结构。这里的灰色节点表示打开A和v本征类后扩张出来的本征类。
| |  |                                           |
| r = BasicObject c = Class class A; end class B < A; end u = B.new v = B.new class << A; end class << v; end |  | Eigenclasses in Ruby - A sample structure |

图示还展示了Ruby中本征类的惰性求值。v对象可以有它的本征类，作为向v增加“单例方法”的结果而被求值（被分配）。

## 在语言和工具中的支持
下面是支持元类的一些最显著的编程语言。
- Common Lisp，通过CLOS
- Delphi和受它影响的其他Object Pascal版本
- Groovy
- Objective-C
- Python
- Perl，通过元类pragma，还有Moose
- Ruby
- Smalltalk
- C++有关提议[28]

一些不甚广泛传播的语言支持元类，包括OpenJava、OpenC++、OpenAda、CorbaScript、ObjVLisp、Object-Z、MODEL-K、XOTcl和MELDC。其中几种语言可追溯日期至1990年代早期并具有学术价值。
Logtalk是Prolog的面向对象扩展，它也支持元类。
资源描述框架（RDF）和统一建模语言（UML）二者都支持元类。

## 引用
1. ↑  Ira R. Forman and Scott Danforth. . 1999. ISBN 0-201-43305-2.
2. ↑  Learning Research Group.  (PDF) (报告). Xerox Palo Alto Research Center. October 1979  [2022-03-13]. （原始内容 (PDF)存档于2022-04-12）. To define a new class, select a class category in the first pane of the browse window. This selection specifies the category to which the new class will be added, and causes a template to appear in the largest pane of the browse window, the code pane. ……
The template presented in the code pane looks as follows
    Class new title: ’NameofClass’
    subclassof: Object
    fields: ’names of fields’
    declare: ’names of class variables’
3. ↑  Alan Kay. . The most puzzling strange idea – at least to me as a new outsider – was the introduction of metaclasses (really just to make instance initialization a little easier – a very minor improvement over what Smalltalk-76 did quite reasonably already). Peter’s 1989 comment is typical and true: “metaclasses have proven confusing to many users, and perhaps in the balance more confusing than valuable.” …… My guess is that Smalltalk had moved into the final phase I mentioned at the beginning of this story, in which a way of doing things finally gets canonized into an inflexible belief structure.
4. ↑  . I am the root of the class hierarchy. My instances are metaclasses, one for each real class. My instances have a single instance, which they hold onto, which is the class that they are the metaclass of. I provide methods for creation of actual class objects from metaclass object, and the creation of metaclass objects, which are my instances. If this is confusing to you, it should be...the Smalltalk metaclass system is strange and complex.
5. ↑  . .   [2021-03-29]. （原始内容存档于2021-05-06）.
6. ↑  .   [2022-01-16]. （原始内容存档于2022-03-12）.
7. ↑  .   [2023-03-21]. （原始内容存档于2023-04-02）.
8. 1 2  .
9. 1 2  .
10. ↑  . type itself has an __abstractmethods__ descriptor ……  __abstractmethods__ should only be set once on a type, in abc.ABCMeta.__new__ ……
11. 1 2  .
12. ↑  . .   [2021-03-29]. （原始内容存档于2021-05-06）.
13. ↑  Paolo Perrotta.  (PDF). Pragmatic Bookshelf. 2014  [2022-03-30]. ISBN 978-1-94122-212-6. （原始内容 (PDF)存档于2022-05-15）.
14. ↑  . .   [2021-03-29]. （原始内容存档于2021-05-06）.
15. ↑  Herb Sutter.  (PDF).   [2020-09-25]. （原始内容存档 (PDF)于2020-11-11）.
16. ↑   (PDF).   [2007-11-27]. （原始内容 (PDF)存档于2007-10-16）.